# 萨变
萨变（侗语：sax biinv），也称变婆，是中国贵州的从江县、榕江县流传的妖怪。传说有人死了埋在土里，过了三、五或七天，他就会打开棺盖破土而出。传说有个猎人打猎打死一只老虎，且在死掉的老虎前爪发展了重八两的银镯，箍在脚腕部分。才知道这只老虎是变婆变的，记载于《榕江县志》和《从江县志》

在广西侗族传说变婆是萨鬼的一种，由棺材里未腐烂的死人转变而成。本身出自于养鹅小姑娘斗鸭变婆故事，

## 特征
萨变走得很快，但智商不高，穿侗衣裙，在山里提着鸡笼。一头蓬乱的红发披在肩上，两只铜铃样的眼睛打着火闪，血盆似的嘴巴露出尖利的黄牙。
另说容貌和生前一样，但是全身腥重，且不会说话。

## 应对方法
传说在每年春节时，当人们穿上新衣，杀猪宰鸭过节的时候，鸭变婆就会来到寨里来偷吃和捣乱。因此，每年正月初一，就要由一群孩童男扮女装，把布袋蒙在头上，在寨子里的小巷中或岩坪上“呼夫，呼夫”地乱嚷乱叫和乱蹦乱跳。
另说刚从土里出来会带些人性，会回家做家务和料理，如果是女性变的还会帮孩子喂奶。但很快就会发生异变，这种时候家人会带一只公鸡，把变婆和公鸡一起送进森林，让变婆看守公鸡，自己在偷偷跑掉。那之后公鸡会很快逃掉，变婆会因此四处寻找，找到自己也忘了来时候的路，走丢的变婆会在溪间山谷找蛤蟆、田螺一类的来吃好充饥。时间久变婆会变老虎或熊。